# August Wängberg
August Nils Tomas Wängberg, född 30 december 1993 i Wien, är en svensk fotbollsspelare (försvarare) som sedan 2017 spelar för Gais.

## Karriär
Wängberg föddes i Wien i Österrike. Familjen bodde vid hans födsel i Tjeckien, men valde att föda i Wien då sjukhusen där var bättre. Som barn hann Wängberg även med att bo i Schweiz och i Finspång innan familjen flyttade till Göteborg då Wängberg var fem år gammal. Han började sommaren 1999 spela fotboll i Örgryte IS, och spelade i ungdomen framför allt som anfallare eller ytter. Han spelade för Öis fram till 2011, då han gick över till Qviding FIF. I januari 2013 flyttades han upp i Qvidings A-lag. I augusti 2013 åkte Wängberg till USA för att gå på college, och spelade där 19 matcher för San Diego State innan han i december 2013 återvände till Qviding.
I februari 2016 värvades Wängberg av Syrianska FC. Han debuterade i Superettan den 3 april 2016 i en 1–0-förlust mot Ängelholms FF, där han byttes in i den 80:e minuten mot Stefan Ilic. I juli 2016 kom Wängberg och Syrianska överens om att bryta kontraktet, och bara några dagar därefter återvände Wängberg till Qviding.

### Gais
I augusti 2017 värvades Wängberg av Gais, där han skrev på ett 1,5-årskontrakt. Dåvarande Gaistränaren Bosko Orovic hade försökt värva honom redan då han tränade Utsiktens BK, men Wängberg tackade då nej. Wängberg debuterade i den grönsvarta tröjan den 8 augusti 2017 i en 2–0-förlust mot Östers IF, där han blev inbytt i den 71:a minuten mot Erik Westermark. I april 2018 förlängde Wängberg sitt kontrakt med Gais med två år plus option på ytterligare ett år, och den 28 november 2019 skrev han på ett nytt tvåårskontrakt med Gais. Gais degraderades 2021 till Ettan efter en kvalförlust mot Dalkurd FF, men Wängberg stannade kvar i klubben och tecknade ett ettårskontrakt över säsongen 2022. Gais vann Ettan Södra och gick därmed direkt upp till Superettan 2023, och i och med det förlängdes Wängbergs kontrakt med ytterligare ett år. När Gais tog steget upp i Allsvenskan 2024 skrev han på ett nytt treårskontrakt med klubben, och i mars 2025 förlängde han det med ytterligare två år, över säsongen 2028.
Efter att ha tillbringat flera år i klubben blev Wängberg i mars 2021 ny lagkapten i Gais efter Carl Nyström. Säsongerna 2022 och 2023 var han dock vicekapten bakom Niklas Andersen. År 2019 och 2024 tilldelades han supporterklubben Gårdakvarnens hedersutmärkelse Herbert Lundgren-trofén, och år 2020 och 2024 fick han Makrillarnas dito, Hedersmakrillen.

## Karriärstatistik
| Klubb              | Säsong             | Liga                  | Liga    | Liga | Svenska cupen | Svenska cupen | Övriga tävlingar | Övriga tävlingar | Totalt  | Totalt |
| Klubb              | Säsong             | Division              | Matcher | Mål  | Matcher       | Mål           | Matcher          | Mål              | Matcher | Mål    |
| ------------------ | ------------------ | --------------------- | ------- | ---- | ------------- | ------------- | ---------------- | ---------------- | ------- | ------ |
| Qviding FIF        | 2013               | Division 1 Södra      | 15      | 0    | 0             | 0             | —                | —                | 15      | 0      |
| San Diego State    | 2013               | Pacific-12 Conference | 19      | 0    | —             | —             | —                | —                | 19      | 0      |
| Qviding FIF        | 2014               | Division 1 Södra      | 25      | 4    | 1             | 0             | —                | —                | 26      | 4      |
| Qviding FIF        | 2015               | Division 1 Södra      | 25      | 3    | 0             | 0             | —                | —                | 25      | 3      |
| Qviding FIF        | Totalt             | Totalt                | 50      | 7    | 1             | 0             | —                | —                | 51      | 7      |
| Syrianska FC       | 2016               | Superettan            | 9       | 2    | 2             | 0             | —                | —                | 11      | 2      |
| Qviding FIF        | 2016               | Division 1 Södra      | 12      | 2    | 0             | 0             | —                | —                | 12      | 2      |
| Qviding FIF        | 2017               | Division 1 Södra      | 13      | 2    | 0             | 0             | —                | —                | 13      | 2      |
| Qviding FIF        | Totalt             | Totalt                | 25      | 4    | 0             | 0             | —                | —                | 25      | 4      |
| Gais               | 2017               | Superettan            | 12      | 0    | 4             | 1             | —                | —                | 16      | 1      |
| Gais               | 2018               | Superettan            | 20      | 1    | 5             | 0             | —                | —                | 25      | 1      |
| Gais               | 2019               | Superettan            | 30      | 2    | 3             | 0             | —                | —                | 33      | 2      |
| Gais               | 2020               | Superettan            | 27      | 2    | 3             | 0             | —                | —                | 30      | 2      |
| Gais               | 2021               | Superettan            | 29      | 2    | 1             | 0             | 2                | 0                | 30      | 2      |
| Gais               | 2022               | Ettan Södra           | 29      | 1    | 1             | 0             | —                | —                | 30      | 1      |
| Gais               | 2023               | Superettan            | 28      | 2    | 4             | 0             | —                | —                | 32      | 2      |
| Gais               | 2024               | Allsvenskan           | 30      | 0    | 4             | 0             | —                | —                | 34      | 0      |
| Gais               | Totalt             | Totalt                | 205     | 10   | 25            | 1             | 2                | 0                | 232     | 11     |
| Totalt i karriären | Totalt i karriären | Totalt i karriären    | 323     | 23   | 28            | 1             | 2                | 0                | 353     | 24     |

1. ↑  Saknar inhemsk cup
2. ↑  Kvalmatcher till Superettan mot Dalkurd FF[22][23]